# Takoradi Polytechnic
Die Takoradi Polytechnic (dt. Fachhochschule Takoradi) ist eine von zehn Fachoberschulen im westafrikanischen Staat Ghana. Sie wurde in der Hauptstadt der Western Region in Takoradi gegründet.